# Nyapar
Nyapar is een bestuurslaag in het regentschap Sumenep van de provincie Oost-Java, Indonesië. Nyapar telt 2266 inwoners (volkstelling 2010).